# Laguna de La Nava
Laguna de La Nava este o arie protejată (arie specială de conservare — SAC, sit de importanță comunitară — SCI) din Spania întinsă pe o suprafață de 1.016,99 ha, integral pe uscat.

## Localizare
Centrul sitului Laguna de La Nava este situat la coordonatele 42°03′49″N 4°44′43″W / 42.0637°N 4.7454°V.

## Înființare
Situl Laguna de La Nava a fost declarat sit de importanță comunitară în februarie 2004 pentru a proteja 2 specii de animale. Situl a fost protejat și ca arie specială de conservare în septembrie 2015.

## Biodiversitate
Situată în ecoregiunea mediteraneană, aria protejată conține 6 habitate naturale: Lacuri eutrofice naturale cu vegetație de tip Magnopotamion sau Hydrocharition, Pseudostepă cu ierburi și specii anuale de Thero-Brachypodietea, Ape puternic oligomezotrofe cu vegetație bentonică cu Chara spp., Pășuni mediteraneene udate de apa mării (Juncetalia maritimi), Salicornia și alte specii anuale care populează regiunile mlăștinoase și nisipoase, Iazuri temporare mediteraneene.
La baza desemnării sitului se află mai multe specii protejate:
- amfibieni (1): Discoglossus galganoi
- mamifere (1): vidră de râu (Lutra lutra)

Pe lângă speciile protejate, pe teritoriul sitului au mai fost identificate 1 specie de plante, 5 specii de amfibieni, 3 specii de mamifere, 1 specie de nevertebrate.